# Frank Joseph Caggiano
Frank Joseph Caggiano (* 29. März 1959 in Brooklyn) ist Bischof von Bridgeport.

## Leben

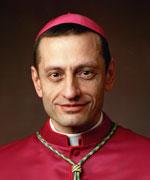
Bischof Frank Joseph Caggiano

Bischofswappen

Der Bischof von Brooklyn, Francis J. Mugavero, weihte ihn am 16. Mai 1987 zum Priester.
Papst Benedikt XVI. ernannte ihn am 6. Juni 2006 zum Weihbischof in Brooklyn und Titularbischof von Inis Cathaig. Der Bischof von Brooklyn, Nicholas Anthony DiMarzio, spendete ihm am 22. August desselben Jahres die Bischofsweihe; Mitkonsekratoren waren Thomas Vose Daily, Altbischof von Brooklyn, und Ignatius Anthony Catanello, Weihbischof in Brooklyn. Als Wahlspruch wählte er Dominus Jesus Christus.
Am 31. Juli 2013 ernannte Papst Franziskus Caggiano zum Bischof von Bridgeport. Am 19. September desselben Jahres wurde er in das Amt eingeführt.